# Orbulinaria
Orbulinaria, en ocasiones erróneamente denominado Arbulinarium, es un género de foraminífero bentónico considerado un sinónimo posterior de Quinqueloculina de la familia Keramosphaeridae, de la superfamilia Soritoidea, del suborden Miliolina y del orden Miliolida. Su especie tipo era Orbulinaria fallax. Su rango cronoestratigráfico abarcaba desde el Jurásico superior hasta la Actualidad.

## Clasificación
Orbulinaria incluía a las siguientes especies:
- Orbulinaria fallax
- Orbulinaria rhumbleri